# باولو غارسيس
باولو غارسيس أندريس كونتريراس (بالإسبانية: Paulo Andrés Garcés Contreras)‏ حارس مرمى منتخب تشيلي لكرة القدم، شارك مع منتخب بلاده في كوبا أمريكا 2015 .

## روابط خارجية
- باولو غارسيس على موقع إي إس بي إن إف سي (الإنجليزية)
- باولو غارسيس على موقع قاعدة بيانات كرة القدم.إي يو (الإنجليزية)
- باولو غارسيس على موقع ناشيونال فوتبول تيمز (الإنجليزية)
- باولو غارسيس على موقع Soccerway.com (الإنجليزية)
- باولو غارسيس على موقع عالم كرة القدم.نت (الإنجليزية)
- باولو غارسيس على موقع كووورة
- باولو غارسيس على موقع AS.com (الإسبانية)